# Sulchan Cincadze
Sulchan Cincadze (gruz. სულხან ცინცაძე, ros. Сулхан Фёдорович Цинцадзе, ur. 23 sierpnia 1925 w Gori, zm. 15 września 1991 w Tbilisi) – gruziński kompozytor, wiolonczelista i pedagog.
Uczył się gry na wiolonczeli w szkole muzycznej w Tbilisi, a następnie w Konserwatorium w Tbilisi u K. Minjara. 
Studiował w latach 1945–1953 w Konserwatorium Moskiewskim im. P. Czajkowskiego w klasie wiolonczeli u Siemiona Kozołupowa i w klasie kompozycji u Siemiona Bogatyriowa. 
W latach 1944–1946 był członkiem kwartetu smyczkowego Filharmonii Gruzińskiej.
Od roku 1963 prowadził klasę instrumentacji w Konserwatorium w Tbilisi, w latach 1965–1984 był rektorem tej uczelni. 
Jako kompozytor korzystał z zasobów gruzińskiej muzyki ludowej. W jego kompozycjach można zauważyć wpływy utworów Dmitrija Szostakowicza i Wissariona Szebalina. Stworzył dwie opery, pięć baletów, trzy operetki, symfonie i koncerty instrumentalne oraz muzykę do filmów.
Otrzymał Nagrodę Stalinowską trzeciego stopnia (1950), tytuł Ludowego Artysty ZSRR (1988), Order Czerwonego Sztandaru Pracy (1958) i Order „Znak Honoru”. Od roku 1966 był członkiem KPZR. Był deputowanym Zjazdu Deputowanych Ludowych.